# Prix Max-Jacob
Pour les articles homonymes, voir Max Jacob.
Le prix Max-Jacob est un prix littéraire qui récompense, depuis 1951, une œuvre poétique française ou étrangère.
Le Prix a été soutenu depuis sa création et jusqu'en 2021 par la Fondation Florence Gould. L'Association des Amis de Max Jacob prolonge ce mécénat en dotant le lauréat.
Les Cahiers Max Jacob, revue de l'Association des Amis de Max Jacob, rendent compte de cette actualité littéraire.

## Histoire
Alors très proche de Florence Jay Gould, Jean Denoël, ami et correspondant de Max Jacob et président de l'Association des Amis de Max Jacob a initié ce prix fondé en 1951 par Florence Frank Jay Gould, pour honorer le souvenir du poète Max Jacob, mort le 5 mars 1944, au camp de Drancy, deux semaines après son arrestation par la Police allemande lors de la dernière rafle menée dans l'est du département du Loiret.

## Jury (en 2021)
- Jean Orizet, président honoraire
- Jean-Baptiste Para, président
- Pierre Brunel
- Vénus Khoury-Ghata
- Lionel Ray
- Jean-Pierre Siméon
- Adeline Baldacchino
- Mohamed Aïssaoui
- Jean-Yves Masson

## Liste des lauréats

### Années 1950
- 1951 : Louis Guillaume, Noir comme la mer, Les lettres, 1951[2]
- 1952 : Armen Lubin, Sainte Patience, Gallimard
- 1953 : Marcel Sauvage, Œuvre d’Or, Gallimard
- 1954 : Jean Grosjean, Fils de l’Homme, Gallimard
- 1955 : Marie-Josèphe, Les yeux cernés, Debresse
- 1956 : Edmond Humeau, pour l'ensemble de son œuvre
- 1957 : Marc Alyn, Le Temps des autres, éd.Pierre Seghers
- 1958 : Charles Le Quintrec, Les noces de la terre, Grasset
- 1958 : Pierre Oster, Solitude de la lumière, Gallimard
- 1959 : Gabriel Dheur, Monde transparent, Seghers
- 1959 : Henry Bauchau, Géologie, Gallimard

### Années 1960
- 1960 : Alain Bosquet, Deuxième testament, Gallimard
- 1961 : Léna Leclercq, Poèmes insoumis, Barbezat
- 1962 : Michel Deguy, Poèmes de la presqu'île, Gallimard
- 1963 : Georges Perros, Poèmes Bleus, Gallimard
- 1964 : Luc Bérimont, Les Accrus, Seghers
- 1964 : Jean-Philippe Salabreuil, La Liberté des feuilles, Gallimard
- 1965 : Roger Giroux, L'Arbre, le temps, Mercure de France
- 1966 : Gaston Puel, Le Cinquième château, La fenêtre ardente
- 1967 : Édith Boissonnas, L'Embellie, Gallimard
- 1968 : Paul Chaulot, La Porte la plus sûre, Seghers
- 1969 : Jacques Réda, Amen, Gallimard

### Années 1970
- 1970 : Daniel Boulanger, Retouches, Gallimard
- 1972 : Henri Meschonnic, Dédicaces, proverbes, Gallimard
- 1973 : Hubert Juin, Le Cinquième poème, Français Réunis
- 1974 : Jean-Claude Renard, Le Dieu de la nuit, du Seuil
- 1975 : Jean Guichard-Meili, Récits abrégés, Galanis
- 1976 : Jean Orizet, En soi le chaos, éd. Saint-Germain-des-Prés
- 1977 : Claude de Burine, Le Passeur, éd. Saint-Germain-des-Prés
- 1978 : Bernard Hreglich, Droit d'absence, Belfond
- 1979 : Marie-Claire Bancquart, Mémoire d'abolie, Belfond

### Années 1980
- 1980 : Patrick Reumaux, Repérage du vif, Gallimard
- 1981 : Salah Stétié, Inversion de l'arbre et du silence, Gallimard
- 1982 : Jean-Michel Frank, Le Christ est du matin, Gallimard
- 1983 : Patrice Delbourg, Génériques, Belfond
- 1983 : Dominique Grandmont, Ici-bas, Messidor
- 1985 : Jude Stéfan, Laures, Gallimard
- 1986 : Jean-Pierre Lemaire, Visitations, Gallimard
- 1987 : Jean-Michel Maulpoix, Ne cherchez plus mon cœur, P.O.L.
- 1988 : Paul de Roux, Le Front contre la vitre, Gallimard
- 1989 : Richard Rognet, Je suis cet homme, Belfond

### Années 1990
- 1990 : Pierre Torreilles, Parages du séjour, Grasset
- 1991 : François Jacqmin, Le Livre de la neige, la Différence
- 1992 : Charles Dobzynski, La vie est un orchestre, Belfond
- 1993 : Mathieu Bénézet, Ode à la poésie, William Blake & Co. Edit
- 1994 : Emmanuel Moses, Les Bâtiments de la compagnie asiatique, Obsidiane
- 1995 : Jean-Luc Sarré, Embardées, La Dogana
- 1996 : Alexandre Voisard, Le Repentir du peintre, Empreintes
- 1997 : Xavier Bordes, Comme un bruit de source, Gallimard
- 1998 : Pierre-Jean Rémy, Retour d'Hélène, Gallimard

### Années 2000
- 2000 : Philippe Delaveau, Petits gloires ordinaires, Gallimard
- 2001 : Gérard Cartier, Méridien de Greenwich, Obsidiane
- 2002 : Abdelwahab Meddeb, La Matière des oiseaux, Fata Morgana
- 2003 : Monchoachi, L'Espère-geste, Obsidiane
- 2003 : Jaan Kaplinski, Le désir de la poussière, Riveneuve
- 2004 : Jean Pérol, À part et passager, La Différence
- 2004 : Abdelamir Chawki, L'Obélisque d'Anail, Mercure de France
- 2005 : Bernard Noël, Les yeux dans la couleur, P.O.L.
- 2005 : Mohammad-Ali Sepanlou, Le temps versatile, de l'Inventaire
- 2006 : Jean-Pierre Siméon, Lettres à la femme aimée au sujet de la mort, Cheyne éditeurs
- 2006 : Özdemir İnce (tr), Mani est vivant !, Al Manar
- 2007 : Danièle Corre, Énigme du sol et du corps, Aspects
- 2007 : Marie Huot, Chants de l'Eolienne, Le Temps qu'il fait
- 2007 : Vasco Graça Moura, Une lettre en hiver et autres poèmes (1963-2005), de la Différence
- 2008 : Adonis, Al Kitâb, du Seuil
- 2008 : Jean-Yves Masson, Neuvains du sommeil et de la sagesse, éditions Cheyne
- 2009 : Jacques Jouet, MRM, P. O. L.
- 2009 : Issa Makhlouf, Lettre aux deux sœurs, José Corti

### Années 2010
- 2010 : Bernard Mazo, La Cendre des jours, Voix d'encre
- 2010 : Breyten Breytenbach : Outre Voix - Voice Over, Actes Sud
- 2011 : Nimrod, Babel Babylone, Obsidiane
- 2011 : Wadih Saadeh, Le Texte de l'absence et autres poèmes, traduction d'Antoine Jockey, Sinbad
- 2012 : Gérard Noiret, Autoportraits au soleil levant, Obsidiane
- 2012 : Volker Braun, Le Massacre des illusions, L’oreille du loup, traduction Jean-Paul Barbe et Alain Lance
- 2013 : James Sacré, Le paysage est sans légende, dessins de Guy Calamusa, Al Manar - éditions Alain Gorius
- 2013 : Thanassis Hatzopoulos (el), Cellule, trad. d’Alexandre Zotos en coll. avec Louis Martinez - bilingue, Cheyne éditeur
- 2014 : Éric Sarner, Cœur Chronique, éd. du Castor Astral
- 2014 : Mohammed Bennis, Lieu Païen, traduit de l'arabe par Bernard Noël en collaboration avec l'auteur, éd. L’Amourier
- 2015 : Paol Keineg, Mauvaises langues, éd. Obsidiane
- 2015 : Ritta Baddoura, Parler étrangement, éd. L'Arbre à paroles
- 2016 : Esther Tellermann, Sous votre nom, éd. Flammarion
- 2016 : Títos Patríkios, Sur la barricade du temps, éd. Le Temps des cerises, préface : Olivier Delorme, traduction : Marie-Laure Coulmin Koutsaftis.
- 2017 : Guy Goffette,  Petits riens pour jours absolus, éd. Gallimard
- 2017 : Ida Vitale, Ni plus ni moins, éd. du Seuil, traduit de l’espagnol (Uruguay) par Silvia Baron Supervielle et François Maspero.(mention spéciale à Ivan Alechine, pour Enterrement du Mexique  éd. Galilée.)
- 2018 : Béatrice de Jurquet, Si quelqu’un écoute, éd. La Rumeur libre.
- 2018 : Michèle Finck, Connaissance par les larmes, éd. Arfuyen.
- 2018 : Salim Barakat, Syrie et autres poèmes, traduit de l’arabe (Syrie) par Antoine Jockey, éd. Actes Sud/Sindbad.
- 2019 : Étienne Faure, Tête en bas, éd. Gallimard.
- 2019 : Lasse Söderberg (sv), Pierres de Jérusalem, traduit du suédois par Jean-Clarence Lambert : éd. Caractères, coll. Planètes. Mention spéciale « Découverte » : Gabriel Zimmermann, Depuis la cendre : éd. Tarabuste.

### Années 2020
- 2020 : Aksinia Mihaylova, Le Baiser du temps, Paris, Gallimard, 2019, 84 p.  (ISBN 978-2-07-281934-6).
- 2020 : Mikaël Hautchamp, Le Vol des oiseaux filles, Devesset, Cheyne éditeur, coll. « Collection verte », 2019, 60 p. (ISBN 978-2-84116-271-0).
- 2020 : Jan Wagner, Les Variations de la citerne, traduit de l’allemand et présenté par Julien Lapeyre de Cabanes et Alexandre Pateau, Arles, Actes Sud, coll. « Lettres allemandes », 2019  (ISBN 978-2-330-12729-9).
- 2021 : Patrick Laupin, Mon livre, éd. Le Réalgar.
- 2021 : Réginald Gaillard, Hospitalité des gouffres, éd. Ad Solem.
- 2021 : Mention "spéciale Découverte" à Raphaël Laiguillée, Reprendre pied, éd. Gallimard.
- 2022 : Renaud Ego, Vous êtes ici, éd. Le Castor Astral.
- 2022 : Jila Mossaed, Le huitième pays, traduit du suédois par Françoise Sule, éd. Le Castor Astral.
- 2022 : Mention "spéciale Découverte" à Célestin de Meeûs,  Cavale russe, Cheyne éditeur.
- 2023 : Jean-Pierre Otte, Sur les chemins de non-retour, éd. de Corlevour.
- 2023 : Prix Max Jacob "étranger" : Nouri al-Jarrah, Le sourire du dormeur, anthologie poétique traduite de l'Arabe (Syrie) par Antoine Jockey, éd. Actes Sud / Sindbad.
- 2023 : Mention spéciale "Découverte" : Benoît Reiss, Un dédale de ciels, éd. Arfuyen.
- 2024 : Guillaume Decourt, Lundi propre, éd. La Table ronde.
- 2024 : Prix Max Jacob "étranger" : Miriam Van Hee, Entre bord et quai, traduit du néerlandais (Belgique) par Philippe Noble, éd. Cheyne.
- 2024 : Mention spéciale "Découverte" : Gaëlle Fonlupt, À la chaux de nos silences, éd. Corlevour.